# Liennet
Le Liennet, ou ruisseau du Liennet, est un ruisseau français qui coule dans le département de l'Indre, en région Centre-Val de Loire. C'est un affluent de rive gauche de la Théols et donc un sous-affluent de la Loire par l'Arnon et par le Cher.

## Géographie
Le Liennet prend sa source dans le département de l'Indre, à 247 mètres d'altitude, au lieu-dit les Sauzes, dans l'ouest de la commune de Saint-Chartier, trois kilomètres et demi au nord du bourg.
Il prend la direction du nord, passant sous la route départementale (RD) 14 à l'ouest du bourg de Saint-Août, puis oblique vers le nord-ouest. En limite des communes d'Ambrault et de Sassierges-Saint-Germain, le cours d'eau prend le nom de ruisseau de Peau de Chien
. Le Liennet est grossi sur sa gauche par son principal affluent, le Greuille (ou ruisseau de Greuille). Il prend alors la direction du nord, passe à l'est du bourg de Sassierges-Saint-Germain puis est franchi par la RD 102. Il sert de limite sur trois kilomètres entre les communes d'Ambrault à l'est et Mâron puis Vouillon à l'ouest. Il passe sous la RD 925 à l'est du bourg de Vouillon.
Sur le dernier kilomètre de son cours, il prend la direction de l'est-nord-est et passe sous la RD 19a au sud du bourg de Brives. Il conflue avec la Théols en rive gauche à 141 mètres d'altitude, à l'est du château de Brives.
S'écoulant globalement du sud vers le nord, le Liennet est long de 26,91 km.

### Communes et département traversés
Le Liennet arrose sept communes dans le département de l'Indre, soit d'amont vers l'aval : Saint-Chartier (source), Saint-Août, Sassierges-Saint-Germain, Ambrault, Mâron, Vouillon et Brives (confluence avec la Théols).

### Affluents
Selon le Sandre, le Liennet a trois affluents répertoriés, dont le Greuille, ou ruisseau de Greuille, long de 10,44 km en rive gauche.
Le Greuille ayant deux affluents, le nombre de Strahler du Liennet est de trois.

### Bassin versant
Outre les sept communes baignées par le Liennet, son bassin versant en concerne également deux autres : Mers-sur-Indre où le Greuille prend sa source, ainsi que Montipouret où le ruisseau de Corme (principal affluent du Greuille) prend sa source.